# Zikmund z Lamberka
Zikmund z Lambergu, počeštěně též z Lamberka (německy Sigismund von Lamberg-Orteneck-Ottenstein, 28. dubna 1536 - 18. listopadu 1619, Kitzbühel) byl rakouský šlechtic z rodu Lambergů původem z Korutan a Kraňska, pán z Lambergu-Ortenecku-Ottensteinu.

## Život
Narodil se jako syn svobodného pána Kašpara III. z Lamberka-Orteneggu (1492–1548) a jeho druhé manželky Markéty Langové z Wellenburgu († 1573), dcery Lukáše Langa z Wellenburgu († 1535) a Markéty Hoferové z Urfarnu († 1566). Jeho prarodiči byli Jiří I./II. z Lamberka († 1499) a Marie Magdalena z Thurn-Valsassiny († 1538/56). Byl pravnukem Baltazara z Lamberg-Orteneggu a prapravnukem Viléma II. z Lamberka († 1397).
Zikmundův otec Kašpar III. byl nevlastním bratrem sekavského biskupa Kryštofa z Lamberka († 1579) a dne 17. února 1544 byl v Praze povýšen na svobodného pána z Orteneggu a Ottensteinu.
Kolem roku 1579 Zikmund z Lamberka odedšel do Horních Rakous a od roku 1590/1591 byl zemským hejtmanem v Linci, avšak již 13. března 1592 byl z tohoto úřadu odvolán a stal se zemským maršálkem v Dolním Rakousku.
Zikmund z Lamberka zemřel 18. listopadu 1619 v tyrolském Kitzbühelu ve věku 83 let. Mezi jeho potomky byli arcibiskup a biskup a jeho vnuci byli povýšeni do hraběcího stavu.

### Rodina a potomstvo
Zikmund z Lamberka byl dvakrát ženat. Poprvé se oženil 11. prosince 1558 se Sigunou Eleonorou Fuggerovou (12. července 1541 – 24. února 1576), dcerou hraběte Jana Jakuba Fuggera z Kirchbergu a Weissenhornu (1516–1575) a jeho první manželky Uršuly z Harrachu (1522–1554), dcery Linharta III. z Harrachu. Zemřela ve věku 34 let. Manželé měli 13 dětí:
- Anna Sibylla z Lamberka (1560 – 28. října 1621), dvakrát vdaná: I.) od 2. února 1576 za svobodného pána Hanuše Víta z Töring-Jettenbachu, Tusslingu a Mödlingu (1524 – 14. května 1582), II.) za Jiřího Ondřeje z Herbersteinu. Jejich syn Jan Jiří z Herbertsteinu († 1663) byl biskupem v Řezně
- Sidonie Kateřina z Lamberka, provdaná za Christofa Vintlera
- Johana Jakuba z Lamberka, provdaná za Mikuláše z Firmianu
- Eleonora z Lamberka († 1608), manželka hraběte Viléma z Wolkenstein-Trostburgu (1554–1636)
- Marie Isabela z Lamberka, provdaná za Jakuba Ondřeje z Brandeise
- Maxmiliana z Lamberka, manželka svobodného pána Matyáše z Annenbergu (* kolem roku 1565)
- Marie Viktorie z Lamberka, dne 23. října 1580 se v Salzburku provdala za Dětřicha Khuena-Belasi z Lichtenbergu
- Perpetua Anna z Lamberka, provdaná za svobodného pána Karla Khuena z Belasi
- Jan Jakub z Lamberka († 7. února 1630), biskup gurský
- Raymond z Lamberka-Graffenfelsu (1562–1618), svobodný pán, ženatý s Markétou z Annenbergu
- Kryštof z Lamberka, dvakrát ženatý I.) s Juditou z Hohenkirchenu, II.) od roku 1591 s Eleonorou z Wildensteinu
- Karel z Lamberka († 18. září 1612), arcibiskup pražský (1606/1607–1612)
- Jiří Zikmund z Lamberka, svobodný pán z Ortenegg-Ottenstein-Steyeru (1568 – 7. června 1630/1631), štýrský purkrabí, roku 1607 získal český inkolát. Byl dvakrát ženatý: 1. manželkou byla od 11. října 1588 se Sofie Altová († 1590), II.) 13. února 1593 se svobodnou paní Evou z Neudecku († 1605), III.) 25. února 1607 v Kroměříži s Johanu della Scala, princeznou z Verony/von der Leiter, dědici Amerangu (2. května 1574 – 17. srpna 1644)

Jeho druhou manželkou se dne 11. října 1558 stala Anna Marie z Meggau, dcera svobodného pána Ferdinanda Helfrieda z Meggau (1533 – 1585) a Uršuly Gingerové. Z tohoto manželství se narodilo dalších 9 dětí:
- Ferdinand Helfrýd z Lamberka
- Zikmund z Lamberka
- Jan Kašpar z Lamberka
- Wolf Dětřich z Lamberka
- Jan Adam z Lamberka
- Jiří Adam z Lamberka
- Anna Zuzana z Lamberka, provdaná I.) za Jana B. von Betz, II.) za Karla von Fuchs
- Helena Potenciana z Lamberka, provdaná za Jana Kryštofa z Urschenbechu
- Jan Albrecht z Lamberka-Ottensteinu (1584 – 1650), svobodný pán z Lamberg-Ottensteinu, ženatý I.) s Markétou z Heisbergu, II.) od roku 1615 s Annou Kateřinou z Küenburgu († 1629/5. listopadu 1611), III.) s Alžbětou von Schiffer.